# Saïda Neghza
Saïda Neghza, (en arabe : سعيدة نغزة), née à Constantine en Algérie, est une femme d'affaires algérienne, présidente de la Confédération générale des entreprises algériennes de 2006 à 2024. 
À la suite de sa candidature à l'élection présidentielle algérienne de 2024, elle est condamnée à 4 ans de prison pour corruption.

## Origines et vie privée
Quatrième d'une fratrie, elle naît à Constantine en Algérie. Elle se marie à 19 ans à un propriétaire de terrains d'oliviers. À 24 ans, elle a un enfant et devient veuve.

## Carrière

### Entrepreneuriat
Elle se lance dans la torréfaction et la commercialisation du café sous le label Mouni dans le quartier dit « la Pointe » en 1992. Après son succès avec la torréfaction du café, Saïda Neghza crée l'entreprise Errep. Ensuite, elle s'investit dans les travaux publics et l’hydraulique avant de fonder l'entreprise Soralcof en 2004. En 2008, Soralcof s'agrandit avec l'acquisition des gisements et devient un groupe avec plusieurs filiales.
Elle acquiert une stature à l'international avec, en septembre 2022, en Suisse, la présidence du club des meilleures femmes d’affaires d’Afrique. Puis en février 2023, elle est retenue par Forbes Afrique dans sa liste des 50 femmes les plus importantes du continent.  
Saïda Neghza occupe plusieurs fonctions à son actif ; elle est présidente de BusinessMed  et de la Confédération générale des entreprises algériennes de 2006 jusqu'au 25 novembre 2024, où elle est remplacée par Nacer Berkani,,.

### Politique
En février 2022, elle explicite le « climat de peur » dans lequel vivent les entrepreneurs et met en cause l'entourage du chef de l'État, Abdelmadjid Tebboune : « Le Président veut réellement sauver le pays, mais ceux qui l’entourent cassent son projet. Il est entouré de scorpions qui cherchent des postes sans penser à l’intérêt du pays… Je dirais au Président que les gens à qui vous faites confiance font partie de la îssaba ».  En septembre 2023, elle critique publiquement la politique économique du gouvernement. Ainsi, elle mentionne les condamnations de personnalités du monde des affaires à des amendes qui peuvent être supérieures aux montants des actifs de leur société, or ceux-ci ne peuvent pas se défendre faute d'accès à la nature des accusations. Elle conteste l'impossibilité d'acquérir des biens à l'étranger pour les personnalités du monde des affaires. Elle considère que la « délivrance des licences d’importation et les quotas dont bénéficient certains et pas d’autres » est un des facteurs « des prix élevés et une rareté des produits » en Algérie. En réponse, un article d'Algérie Presse Service dément son analyse économique,.

#### Candidature avortée à l'élection présidentielle de 2024
Elle est candidate à l'élection présidentielle algérienne de 2024, mais elle n'obtient pas le nombre de parrainages requis pour valider sa candidature. Le 1er août 2024, le procureur général de la cour d'Alger, annonce l'ouverture d'une enquête préliminaire approfondie concernant la vente de parrainages par plus de 50 élus à des candidats à la présidentielle du 7 septembre. Trois candidats recalés — Belkacem Sahli, Saïda Neghza et Abdelhakim Hamadi — sont placés sous contrôle judiciaire avec l'interdiction de quitter le territoire et de s’exprimer publiquement. Jugés en mai 2025, le ministère public demande des peines de dix ans de prison et une amende d’un million de dinars. Les trois mis en cause dénoncent un procès politique,. Ils sont condamnés, pour « corruption politique », à dix ans de prison ferme et 6 700 euros d'amende pour corruption le 26 mai 2025. Laissés libres, ils ont dix jours pour faire appel. Le 9 juillet 2025, ils sont condamnés à quatre de prison, à une amende d’un million de dinars et ils sont incarcérés.
Avant l'énoncé du verdict, elle est évacuée de la salle de la Cour d’appel à la suite d’un malaise. D'après son entourage, elle est alors transférée en réanimation au centre hospitalo-universitaire Mustapha-Pacha d’Alger, puis incarcérée dans la prison de Koléa.